# Юнацька збірна Швеції з футболу (U-19)
Юнацька збірна Швеції з футболу (U-19) — національна футбольна збірна Швеції, що складається із гравців віком до 19 років. Керівництво командою здійснює Шведський футбольний союз. До зміни формату юнацьких чемпіонатів Європи у 2001 році функціонувала як збірна до 18 років.
Головним турніром для команди є Юнацький чемпіонат Європи з футболу (U-19), успішний виступ на якому дозволяє отримати путівку на Молодіжний чемпіонат світу, у якому команда бере участь вже у форматі збірної U-20. Також може брати участь у товариських і регіональних змаганнях.

## Виступи на міжнародних турнірах

### Юніорський турнір ФІФА (U-18)
| Юніорський турнір ФІФА | Юніорський турнір ФІФА | Юніорський турнір ФІФА | Юніорський турнір ФІФА | Юніорський турнір ФІФА | Юніорський турнір ФІФА | Юніорський турнір ФІФА | Юніорський турнір ФІФА | Юніорський турнір ФІФА |
| Рік                    | Раунд                  | Місце                  | І                      | В                      | Н *                    | П                      | Г+                     | Г-                     |
| ---------------------- | ---------------------- | ---------------------- | ---------------------- | ---------------------- | ---------------------- | ---------------------- | ---------------------- | ---------------------- |
| 1948                   | відмовилися від участі | відмовилися від участі | відмовилися від участі | відмовилися від участі | відмовилися від участі | відмовилися від участі | відмовилися від участі | відмовилися від участі |
| 1949                   | відмовилися від участі | відмовилися від участі | відмовилися від участі | відмовилися від участі | відмовилися від участі | відмовилися від участі | відмовилися від участі | відмовилися від участі |
| 1950                   | відмовилися від участі | відмовилися від участі | відмовилися від участі | відмовилися від участі | відмовилися від участі | відмовилися від участі | відмовилися від участі | відмовилися від участі |
| 1951                   | відмовилися від участі | відмовилися від участі | відмовилися від участі | відмовилися від участі | відмовилися від участі | відмовилися від участі | відмовилися від участі | відмовилися від участі |
| 1952                   | відмовилися від участі | відмовилися від участі | відмовилися від участі | відмовилися від участі | відмовилися від участі | відмовилися від участі | відмовилися від участі | відмовилися від участі |
| 1953                   | відмовилися від участі | відмовилися від участі | відмовилися від участі | відмовилися від участі | відмовилися від участі | відмовилися від участі | відмовилися від участі | відмовилися від участі |
| 1954                   | відмовилися від участі | відмовилися від участі | відмовилися від участі | відмовилися від участі | відмовилися від участі | відмовилися від участі | відмовилися від участі | відмовилися від участі |
| Усього                 | не брала участі        | 0/7                    | 0                      | 0                      | 0                      | 0                      | 0                      | 0                      |

### Юніорський турнір УЄФА (U-18)
| Юніорський турнір УЄФА | Юніорський турнір УЄФА            | Юніорський турнір УЄФА | Юніорський турнір УЄФА | Юніорський турнір УЄФА | Юніорський турнір УЄФА | Юніорський турнір УЄФА | Юніорський турнір УЄФА | Юніорський турнір УЄФА |                             | Кваліфікаційний раунд       | Кваліфікаційний раунд       | Кваліфікаційний раунд       | Кваліфікаційний раунд       | Кваліфікаційний раунд       | Кваліфікаційний раунд |
| Рік                    | Раунд                             | Місце                  | І                      | В                      | Н *                    | П                      | Г+                     | Г-                     | І                           | В                           | Н                           | П                           | Г+                          | Г-                          |                       |
| ---------------------- | --------------------------------- | ---------------------- | ---------------------- | ---------------------- | ---------------------- | ---------------------- | ---------------------- | ---------------------- | --------------------------- | --------------------------- | --------------------------- | --------------------------- | --------------------------- | --------------------------- | --------------------- |
| 1955                   | відмовилися від участі            | відмовилися від участі | відмовилися від участі | відмовилися від участі | відмовилися від участі | відмовилися від участі | відмовилися від участі | відмовилися від участі | не проводився               | не проводився               | не проводився               | не проводився               | не проводився               | не проводився               |                       |
| 1956                   | відмовилися від участі            | відмовилися від участі | відмовилися від участі | відмовилися від участі | відмовилися від участі | відмовилися від участі | відмовилися від участі | відмовилися від участі | не проводився               | не проводився               | не проводився               | не проводився               | не проводився               | не проводився               |                       |
| 1957                   | відмовилися від участі            | відмовилися від участі | відмовилися від участі | відмовилися від участі | відмовилися від участі | відмовилися від участі | відмовилися від участі | відмовилися від участі | не проводився               | не проводився               | не проводився               | не проводився               | не проводився               | не проводився               |                       |
| 1958                   | відмовилися від участі            | відмовилися від участі | відмовилися від участі | відмовилися від участі | відмовилися від участі | відмовилися від участі | відмовилися від участі | відмовилися від участі | не проводився               | не проводився               | не проводився               | не проводився               | не проводився               | не проводився               |                       |
| 1959                   | відмовилися від участі            | відмовилися від участі | відмовилися від участі | відмовилися від участі | відмовилися від участі | відмовилися від участі | відмовилися від участі | відмовилися від участі | не проводився               | не проводився               | не проводився               | не проводився               | не проводився               | не проводився               |                       |
| 1960                   | відмовилися від участі            | відмовилися від участі | відмовилися від участі | відмовилися від участі | відмовилися від участі | відмовилися від участі | відмовилися від участі | відмовилися від участі | не проводився               | не проводився               | не проводився               | не проводився               | не проводився               | не проводився               |                       |
| 1961                   | відмовилися від участі            | відмовилися від участі | відмовилися від участі | відмовилися від участі | відмовилися від участі | відмовилися від участі | відмовилися від участі | відмовилися від участі | не проводився               | не проводився               | не проводився               | не проводився               | не проводився               | не проводився               |                       |
| 1962                   | відмовилися від участі            | відмовилися від участі | відмовилися від участі | відмовилися від участі | відмовилися від участі | відмовилися від участі | відмовилися від участі | відмовилися від участі | не проводився               | не проводився               | не проводився               | не проводився               | не проводився               | не проводився               |                       |
| 1963                   | груповий етап                     | 13-е                   | 3                      | 0                      | 1                      | 2                      | 6                      | 9                      | 1                           | 1                           | 0                           | 0                           | 2                           | 0                           |                       |
| 1964                   | чвертьфінали                      | 8-е                    | 3                      | 1                      | 0                      | 2                      | 3                      | 3                      | не проводився               | не проводився               | не проводився               | не проводився               | не проводився               | не проводився               |                       |
| 1965                   | груповий етап                     | 18-е                   | 2                      | 0                      | 1                      | 1                      | 3                      | 7                      | не проводився               | не проводився               | не проводився               | не проводився               | не проводився               | не проводився               |                       |
| 1966                   | відмовилися від участі            | відмовилися від участі | відмовилися від участі | відмовилися від участі | відмовилися від участі | відмовилися від участі | відмовилися від участі | відмовилися від участі | відмовилися від участі      | відмовилися від участі      | відмовилися від участі      | відмовилися від участі      | відмовилися від участі      | відмовилися від участі      |                       |
| 1967                   | груповий етап                     | 11-е                   | 3                      | 1                      | 0                      | 2                      | 3                      | 4                      | кваліфікувалася автоматично | кваліфікувалася автоматично | кваліфікувалася автоматично | кваліфікувалася автоматично | кваліфікувалася автоматично | кваліфікувалася автоматично |                       |
| 1968                   | відмовилися від участі            | відмовилися від участі | відмовилися від участі | відмовилися від участі | відмовилися від участі | відмовилися від участі | відмовилися від участі | відмовилися від участі | відмовилися від участі      | відмовилися від участі      | відмовилися від участі      | відмовилися від участі      | відмовилися від участі      | відмовилися від участі      |                       |
| 1969                   | не кваліфікувалася                | не кваліфікувалася     | не кваліфікувалася     | не кваліфікувалася     | не кваліфікувалася     | не кваліфікувалася     | не кваліфікувалася     | не кваліфікувалася     | 2                           | 0                           | 0                           | 2                           | 2                           | 4                           |                       |
| 1970                   | груповий етап                     | 12-е                   | 3                      | 1                      | 0                      | 2                      | 2                      | 8                      | кваліфікувалася автоматично | кваліфікувалася автоматично | кваліфікувалася автоматично | кваліфікувалася автоматично | кваліфікувалася автоматично | кваліфікувалася автоматично |                       |
| 1971                   | груповий етап                     | 12-е                   | 3                      | 0                      | 1                      | 2                      | 3                      | 5                      | 2                           | 2                           | 0                           | 0                           | 9                           | 1                           |                       |
| 1972                   | не кваліфікувалася                | не кваліфікувалася     | не кваліфікувалася     | не кваліфікувалася     | не кваліфікувалася     | не кваліфікувалася     | не кваліфікувалася     | не кваліфікувалася     | 2                           | 0                           | 1                           | 1                           | 3                           | 7                           |                       |
| 1973                   | не кваліфікувалася                | не кваліфікувалася     | не кваліфікувалася     | не кваліфікувалася     | не кваліфікувалася     | не кваліфікувалася     | не кваліфікувалася     | не кваліфікувалася     | 2                           | 0                           | 0                           | 2                           | 1                           | 3                           |                       |
| 1974                   | груповий етап                     | 9-е                    | 3                      | 1                      | 1                      | 1                      | 4                      | 4                      | кваліфікувалася як господар | кваліфікувалася як господар | кваліфікувалася як господар | кваліфікувалася як господар | кваліфікувалася як господар | кваліфікувалася як господар |                       |
| 1975                   | не кваліфікувалася                | не кваліфікувалася     | не кваліфікувалася     | не кваліфікувалася     | не кваліфікувалася     | не кваліфікувалася     | не кваліфікувалася     | не кваліфікувалася     | 2                           | 0                           | 0                           | 2                           | 2                           | 4                           |                       |
| 1976                   | не кваліфікувалася                | не кваліфікувалася     | не кваліфікувалася     | не кваліфікувалася     | не кваліфікувалася     | не кваліфікувалася     | не кваліфікувалася     | не кваліфікувалася     | 2                           | 0                           | 2                           | 0                           | 1                           | 1                           |                       |
| 1977                   | груповий етап                     | 7-е                    | 3                      | 2                      | 0                      | 1                      | 4                      | 5                      | 4                           | 3                           | 0                           | 1                           | 10                          | 6                           |                       |
| 1978                   | не кваліфікувалася                | не кваліфікувалася     | не кваліфікувалася     | не кваліфікувалася     | не кваліфікувалася     | не кваліфікувалася     | не кваліфікувалася     | не кваліфікувалася     | 4                           | 1                           | 0                           | 3                           | 5                           | 11                          |                       |
| 1979                   | не кваліфікувалася                | не кваліфікувалася     | не кваліфікувалася     | не кваліфікувалася     | не кваліфікувалася     | не кваліфікувалася     | не кваліфікувалася     | не кваліфікувалася     | 2                           | 0                           | 1                           | 1                           | 1                           | 4                           |                       |
| 1980                   | не кваліфікувалася                | не кваліфікувалася     | не кваліфікувалася     | не кваліфікувалася     | не кваліфікувалася     | не кваліфікувалася     | не кваліфікувалася     | не кваліфікувалася     | 2                           | 0                           | 1                           | 1                           | 2                           | 5                           |                       |
| Усього                 | Найкращий результат: чвертьфінали | 8/26                   | 23                     | 6                      | 4                      | 13                     | 28                     | 45                     | 25                          | 7                           | 5                           | 13                          | 38                          | 46                          |                       |

### Юнацький чемпіонат Європи (U-18)
| Юнацький чемпіонат Європи з футболу (U-18) | Юнацький чемпіонат Європи з футболу (U-18) | Юнацький чемпіонат Європи з футболу (U-18) | Юнацький чемпіонат Європи з футболу (U-18) | Юнацький чемпіонат Європи з футболу (U-18) | Юнацький чемпіонат Європи з футболу (U-18) | Юнацький чемпіонат Європи з футболу (U-18) | Юнацький чемпіонат Європи з футболу (U-18) | Юнацький чемпіонат Європи з футболу (U-18) |                             | Кваліфікаційний раунд       | Кваліфікаційний раунд       | Кваліфікаційний раунд       | Кваліфікаційний раунд       | Кваліфікаційний раунд       | Кваліфікаційний раунд |
| Рік                                        | Раунд                                      | Місце                                      | І                                          | В                                          | Н *                                        | П                                          | Г+                                         | Г-                                         | І                           | В                           | Н                           | П                           | Г+                          | Г-                          |                       |
| ------------------------------------------ | ------------------------------------------ | ------------------------------------------ | ------------------------------------------ | ------------------------------------------ | ------------------------------------------ | ------------------------------------------ | ------------------------------------------ | ------------------------------------------ | --------------------------- | --------------------------- | --------------------------- | --------------------------- | --------------------------- | --------------------------- | --------------------- |
| 1981                                       | груповий етап                              | 8-е                                        | 3                                          | 0                                          | 3                                          | 0                                          | 3                                          | 3                                          | 2                           | 1                           | 1                           | 0                           | 2                           | 1                           |                       |
| 1982                                       | не кваліфікувалася                         | не кваліфікувалася                         | не кваліфікувалася                         | не кваліфікувалася                         | не кваліфікувалася                         | не кваліфікувалася                         | не кваліфікувалася                         | не кваліфікувалася                         | 2                           | 0                           | 1                           | 1                           | 1                           | 2                           |                       |
| 1983                                       | груповий етап                              | 14-е                                       | 3                                          | 0                                          | 1                                          | 2                                          | 1                                          | 3                                          | 2                           | 1                           | 1                           | 0                           | 2                           | 1                           |                       |
| 1984                                       | не кваліфікувалася                         | не кваліфікувалася                         | не кваліфікувалася                         | не кваліфікувалася                         | не кваліфікувалася                         | не кваліфікувалася                         | не кваліфікувалася                         | не кваліфікувалася                         | 2                           | 0                           | 0                           | 2                           | 2                           | 5                           |                       |
| 1986                                       | не кваліфікувалася                         | не кваліфікувалася                         | не кваліфікувалася                         | не кваліфікувалася                         | не кваліфікувалася                         | не кваліфікувалася                         | не кваліфікувалася                         | не кваліфікувалася                         | 6                           | 3                           | 2                           | 1                           | 8                           | 3                           |                       |
| 1988                                       | не кваліфікувалася                         | не кваліфікувалася                         | не кваліфікувалася                         | не кваліфікувалася                         | не кваліфікувалася                         | не кваліфікувалася                         | не кваліфікувалася                         | не кваліфікувалася                         | 6                           | 2                           | 3                           | 1                           | 10                          | 10                          |                       |
| 1990                                       | чвертьфінали                               | 5-е                                        | 2                                          | 1                                          | 0                                          | 1                                          | 6                                          | 3                                          | 6                           | 3                           | 2                           | 1                           | 15                          | 4                           |                       |
| 1992                                       | не кваліфікувалася                         | не кваліфікувалася                         | не кваліфікувалася                         | не кваліфікувалася                         | не кваліфікувалася                         | не кваліфікувалася                         | не кваліфікувалася                         | не кваліфікувалася                         | 6                           | 0                           | 4                           | 2                           | 10                          | 14                          |                       |
| 1993                                       | не кваліфікувалася                         | не кваліфікувалася                         | не кваліфікувалася                         | не кваліфікувалася                         | не кваліфікувалася                         | не кваліфікувалася                         | не кваліфікувалася                         | не кваліфікувалася                         | 2                           | 1                           | 0                           | 1                           | 3                           | 3                           |                       |
| 1994                                       | груповий етап                              | 7-е                                        | 3                                          | 0                                          | 1                                          | 2                                          | 2                                          | 6                                          | 4                           | 3                           | 1                           | 0                           | 8                           | 4                           |                       |
| 1995                                       | не кваліфікувалася                         | не кваліфікувалася                         | не кваліфікувалася                         | не кваліфікувалася                         | не кваліфікувалася                         | не кваліфікувалася                         | не кваліфікувалася                         | не кваліфікувалася                         | 4                           | 2                           | 1                           | 1                           | 3                           | 1                           |                       |
| 1996                                       | не кваліфікувалася                         | не кваліфікувалася                         | не кваліфікувалася                         | не кваліфікувалася                         | не кваліфікувалася                         | не кваліфікувалася                         | не кваліфікувалася                         | не кваліфікувалася                         | 2                           | 1                           | 0                           | 1                           | 5                           | 7                           |                       |
| 1997                                       | не кваліфікувалася                         | не кваліфікувалася                         | не кваліфікувалася                         | не кваліфікувалася                         | не кваліфікувалася                         | не кваліфікувалася                         | не кваліфікувалася                         | не кваліфікувалася                         | 3                           | 2                           | 1                           | 0                           | 7                           | 1                           |                       |
| 1998                                       | не кваліфікувалася                         | не кваліфікувалася                         | не кваліфікувалася                         | не кваліфікувалася                         | не кваліфікувалася                         | не кваліфікувалася                         | не кваліфікувалася                         | не кваліфікувалася                         | 3                           | 2                           | 0                           | 1                           | 5                           | 2                           |                       |
| 1999                                       | груповий етап                              | 7-е                                        | 3                                          | 0                                          | 2                                          | 1                                          | 2                                          | 4                                          | кваліфікувалася як господар | кваліфікувалася як господар | кваліфікувалася як господар | кваліфікувалася як господар | кваліфікувалася як господар | кваліфікувалася як господар |                       |
| 2000                                       | не кваліфікувалася                         | не кваліфікувалася                         | не кваліфікувалася                         | не кваліфікувалася                         | не кваліфікувалася                         | не кваліфікувалася                         | не кваліфікувалася                         | не кваліфікувалася                         | 3                           | 1                           | 1                           | 1                           | 7                           | 5                           |                       |
| 2001                                       | не кваліфікувалася                         | не кваліфікувалася                         | не кваліфікувалася                         | не кваліфікувалася                         | не кваліфікувалася                         | не кваліфікувалася                         | не кваліфікувалася                         | не кваліфікувалася                         | 2                           | 0                           | 1                           | 1                           | 6                           | 7                           |                       |
| Усього                                     | Найкращий результат: чвертьфінали          | 5/17                                       | 14                                         | 1                                          | 7                                          | 6                                          | 14                                         | 19                                         | 55                          | 22                          | 19                          | 14                          | 94                          | 70                          |                       |

### Юнацький чемпіонат Європи (U-19)
| Юнацький чемпіонат Європи (U-19) | Юнацький чемпіонат Європи (U-19)   | Юнацький чемпіонат Європи (U-19) | Юнацький чемпіонат Європи (U-19) | Юнацький чемпіонат Європи (U-19) | Юнацький чемпіонат Європи (U-19) | Юнацький чемпіонат Європи (U-19) | Юнацький чемпіонат Європи (U-19) | Юнацький чемпіонат Європи (U-19) |           | Кваліфікаційний раунд | Кваліфікаційний раунд | Кваліфікаційний раунд | Кваліфікаційний раунд | Кваліфікаційний раунд | Кваліфікаційний раунд |
| Рік                              | Раунд                              | Місце                            | І                                | В                                | Н *                              | П                                | Г+                               | Г-                               | І         | В                     | Н                     | П                     | Г+                    | Г-                    |                       |
| -------------------------------- | ---------------------------------- | -------------------------------- | -------------------------------- | -------------------------------- | -------------------------------- | -------------------------------- | -------------------------------- | -------------------------------- | --------- | --------------------- | --------------------- | --------------------- | --------------------- | --------------------- | --------------------- |
| 2002                             | не кваліфікувалася                 | не кваліфікувалася               | не кваліфікувалася               | не кваліфікувалася               | не кваліфікувалася               | не кваліфікувалася               | не кваліфікувалася               | не кваліфікувалася               | 4         | 1                     | 0                     | 3                     | 5                     | 11                    |                       |
| 2003                             | не кваліфікувалася                 | не кваліфікувалася               | не кваліфікувалася               | не кваліфікувалася               | не кваліфікувалася               | не кваліфікувалася               | не кваліфікувалася               | не кваліфікувалася               | 6         | 1                     | 2                     | 3                     | 6                     | 11                    |                       |
| 2004                             | не кваліфікувалася                 | не кваліфікувалася               | не кваліфікувалася               | не кваліфікувалася               | не кваліфікувалася               | не кваліфікувалася               | не кваліфікувалася               | не кваліфікувалася               | 3         | 1                     | 2                     | 0                     | 13                    | 6                     |                       |
| 2005                             | не кваліфікувалася                 | не кваліфікувалася               | не кваліфікувалася               | не кваліфікувалася               | не кваліфікувалася               | не кваліфікувалася               | не кваліфікувалася               | не кваліфікувалася               | 6         | 5                     | 0                     | 1                     | 17                    | 5                     |                       |
| 2006                             | не кваліфікувалася                 | не кваліфікувалася               | не кваліфікувалася               | не кваліфікувалася               | не кваліфікувалася               | не кваліфікувалася               | не кваліфікувалася               | не кваліфікувалася               | 6         | 3                     | 0                     | 3                     | 11                    | 10                    |                       |
| 2007                             | не кваліфікувалася                 | не кваліфікувалася               | не кваліфікувалася               | не кваліфікувалася               | не кваліфікувалася               | не кваліфікувалася               | не кваліфікувалася               | не кваліфікувалася               | 6         | 2                     | 1                     | 3                     | 10                    | 14                    |                       |
| 2008                             | не кваліфікувалася                 | не кваліфікувалася               | не кваліфікувалася               | не кваліфікувалася               | не кваліфікувалася               | не кваліфікувалася               | не кваліфікувалася               | не кваліфікувалася               | 6         | 2                     | 0                     | 4                     | 7                     | 10                    |                       |
| 2009                             | не кваліфікувалася                 | не кваліфікувалася               | не кваліфікувалася               | не кваліфікувалася               | не кваліфікувалася               | не кваліфікувалася               | не кваліфікувалася               | не кваліфікувалася               | 6         | 1                     | 2                     | 3                     | 10                    | 14                    |                       |
| 2010                             | не кваліфікувалася                 | не кваліфікувалася               | не кваліфікувалася               | не кваліфікувалася               | не кваліфікувалася               | не кваліфікувалася               | не кваліфікувалася               | не кваліфікувалася               | 3         | 0                     | 2                     | 1                     | 0                     | 1                     |                       |
| 2011                             | не кваліфікувалася                 | не кваліфікувалася               | не кваліфікувалася               | не кваліфікувалася               | не кваліфікувалася               | не кваліфікувалася               | не кваліфікувалася               | не кваліфікувалася               | 3         | 0                     | 0                     | 3                     | 2                     | 8                     |                       |
| 2012                             | не кваліфікувалася                 | не кваліфікувалася               | не кваліфікувалася               | не кваліфікувалася               | не кваліфікувалася               | не кваліфікувалася               | не кваліфікувалася               | не кваліфікувалася               | 3         | 0                     | 2                     | 1                     | 1                     | 2                     |                       |
| 2013                             | не кваліфікувалася                 | не кваліфікувалася               | не кваліфікувалася               | не кваліфікувалася               | не кваліфікувалася               | не кваліфікувалася               | не кваліфікувалася               | не кваліфікувалася               | 6         | 2                     | 1                     | 3                     | 8                     | 13                    |                       |
| 2014                             | не кваліфікувалася                 | не кваліфікувалася               | не кваліфікувалася               | не кваліфікувалася               | не кваліфікувалася               | не кваліфікувалася               | не кваліфікувалася               | не кваліфікувалася               | 6         | 4                     | 0                     | 2                     | 16                    | 6                     |                       |
| 2015                             | не кваліфікувалася                 | не кваліфікувалася               | не кваліфікувалася               | не кваліфікувалася               | не кваліфікувалася               | не кваліфікувалася               | не кваліфікувалася               | не кваліфікувалася               | 6         | 2                     | 2                     | 2                     | 10                    | 9                     |                       |
| 2016                             | не кваліфікувалася                 | не кваліфікувалася               | не кваліфікувалася               | не кваліфікувалася               | не кваліфікувалася               | не кваліфікувалася               | не кваліфікувалася               | не кваліфікувалася               | 6         | 2                     | 0                     | 4                     | 5                     | 11                    |                       |
| 2017                             | груповий етап                      | 7-е                              | 3                                | 0                                | 1                                | 2                                | 4                                | 6                                | 6         | 5                     | 0                     | 1                     | 13                    | 4                     |                       |
| 2018                             | не кваліфікувалася                 | не кваліфікувалася               | не кваліфікувалася               | не кваліфікувалася               | не кваліфікувалася               | не кваліфікувалася               | не кваліфікувалася               | не кваліфікувалася               | 6         | 2                     | 1                     | 3                     | 12                    | 8                     |                       |
| 2019                             | не кваліфікувалася                 | не кваліфікувалася               | не кваліфікувалася               | не кваліфікувалася               | не кваліфікувалася               | не кваліфікувалася               | не кваліфікувалася               | не кваліфікувалася               | 3         | 1                     | 1                     | 1                     | 5                     | 5                     |                       |
| 2020                             | Скасовано                          | Скасовано                        | Скасовано                        | Скасовано                        | Скасовано                        | Скасовано                        | Скасовано                        | Скасовано                        | 3         | 1                     | 1                     | 1                     | 7                     | 4                     |                       |
| 2021                             | Скасовано                          | Скасовано                        | Скасовано                        | Скасовано                        | Скасовано                        | Скасовано                        | Скасовано                        | Скасовано                        | Скасовано | Скасовано             | Скасовано             | Скасовано             | Скасовано             | Скасовано             |                       |
| 2022                             | не кваліфікувалася                 | не кваліфікувалася               | не кваліфікувалася               | не кваліфікувалася               | не кваліфікувалася               | не кваліфікувалася               | не кваліфікувалася               | не кваліфікувалася               | 6         | 2                     | 0                     | 4                     | 7                     | 14                    |                       |
| 2023                             | не кваліфікувалася                 | не кваліфікувалася               | не кваліфікувалася               | не кваліфікувалася               | не кваліфікувалася               | не кваліфікувалася               | не кваліфікувалася               | не кваліфікувалася               | 6         | 1                     | 2                     | 3                     | 6                     | 7                     |                       |
| 2024                             | не кваліфікувалася                 | не кваліфікувалася               | не кваліфікувалася               | не кваліфікувалася               | не кваліфікувалася               | не кваліфікувалася               | не кваліфікувалася               | не кваліфікувалася               | 3         | 0                     | 2                     | 1                     | 3                     | 4                     |                       |
| 2025                             | не кваліфікувалася                 | не кваліфікувалася               | не кваліфікувалася               | не кваліфікувалася               | не кваліфікувалася               | не кваліфікувалася               | не кваліфікувалася               | не кваліфікувалася               | 3         | 0                     | 0                     | 3                     | 3                     | 6                     |                       |
| Усього                           | Найкращий результат: груповий етап | 1/22                             | 3                                | 0                                | 1                                | 2                                | 4                                | 6                                | 94        | 34                    | 16                    | 44                    | 154                   | 154                   |                       |